# L'opera del movimento. La Fraternità di Comunione e Liberazione
L'opera del movimento. La Fraternità di Comunione e Liberazione è un saggio antologico del sacerdote cattolico e teologo Luigi Giussani, fondatore del movimento Comunione e Liberazione, pubblicato dalle Edizioni San Paolo nel 2002.

## Storia editoriale
Il volume fu pubblicato per la prima volta nel 2002 in occasione del ventesimo anniversario del riconoscimento pontificio della Fraternità di Comunione e Liberazione, associazione laicale nata come espressione adulta del movimento di Comunione e Liberazione. Contiene, nelle parole del fondatore don Giussani, presidente dell'associazione fino alla sua morte, una ricostruzione delle fasi principali della storia del movimento di CL, con particolare riguardo alla Fraternità stessa, delineandone lo scopo missionario e lo opere da essa scaturite.
L'introduzione in forma di "notizia storica" fu curata da Giorgio Feliciani, ordinario di diritto canonico all'Università Cattolica di Milano, stretto collaboratore di Giussani e vicepresidente della Fraternità. Nel volume sono presenti anche le lettere scritte da Giovanni Paolo II alla Fraternità e da Giussani ai suoi membri nel corso degli anni fino a quelle per il ventennale del riconoscimento, oltre ai documenti fondanti dell'associazione laicale, tra cui lo statuto e il decreto di riconoscimento.

## Edizioni
- Luigi Giussani, L'opera del movimento. La Fraternità di Comunione e Liberazione, notizia storica di Giorgio Feliciani, 1ª ed., Cinisello Balsamo, Edizioni San Paolo, 2002,  p. 280, ISBN 978-88-215-7152-7.